# 秋田県道29号横手大森大内線
秋田県道29号横手大森大内線（あきたけんどう29ごう よこておおもりおおうちせん）は、秋田県横手市から由利本荘市に至る県道（主要地方道）である。

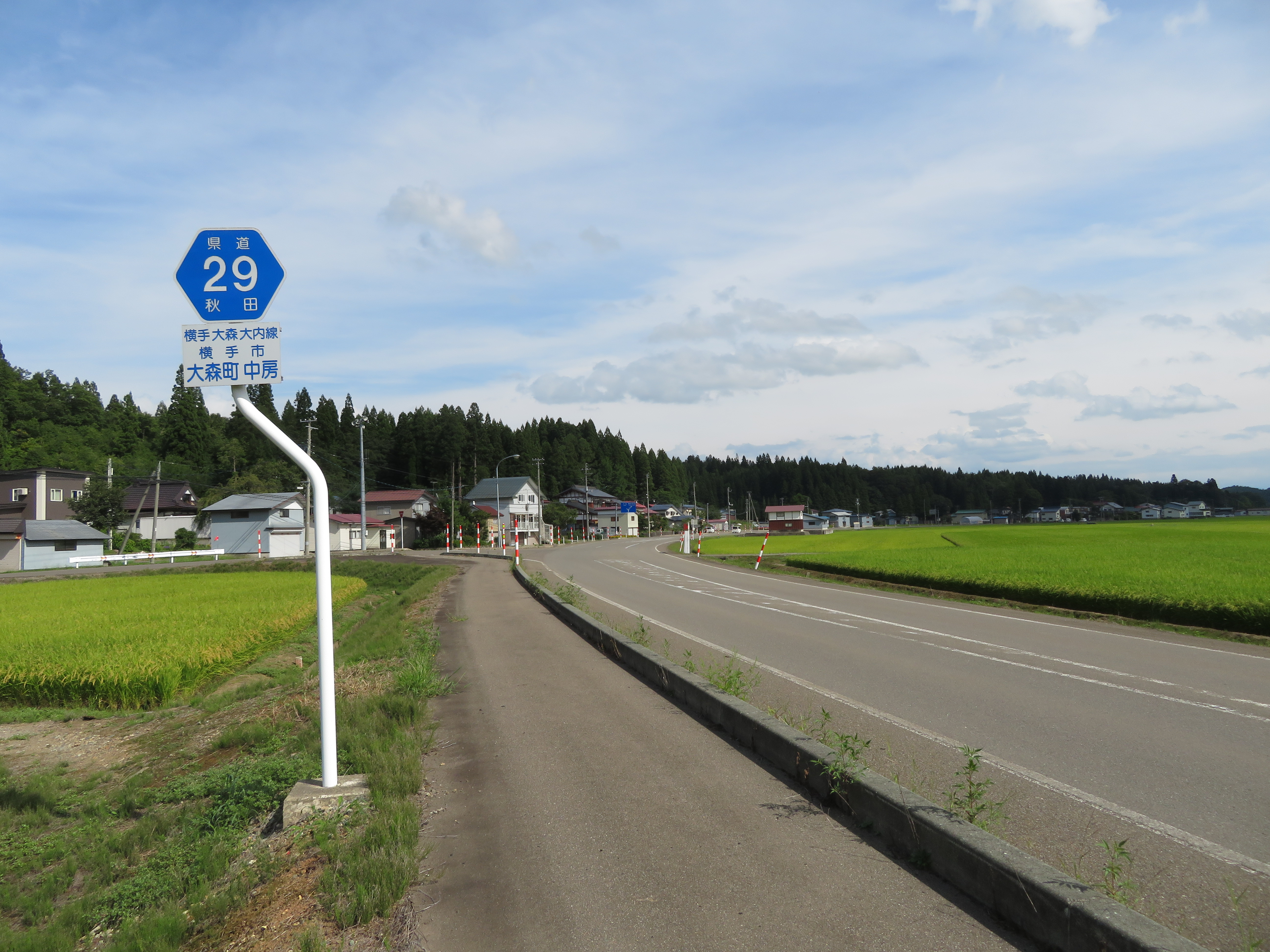
横手市大森町中房付近

## 概要
横手市横手町の起点・上真山交差点で国道13号横手バイパス・秋田県道31号横手停車場線から分岐して西に進み、秋田自動車道と立体交差し、雄物川を大上橋で渡る。保呂羽山の南側を通り、由利本荘市新田の終点で国道105号に接続する。横手盆地と出羽山地を東から西に横断するように通る。
近年各地で道路改良が進められ、順次供用されている。

### 路線データ
- 総延長 : 43.174 km[2]
- 実延長 : 42.685 km[2]
- 起点 : 秋田県横手市横手町字二ノ口2番（国道13号、秋田県道31号横手停車場線交点・上真山交差点）[3]
- 終点 : 秋田県由利本荘市新田字壱の台60番（新田交差点、国道105号交点）[3]
- 未供用区間 : なし[2]

## 歴史
- 1964年（昭和39年）12月28日 - 秋田県道に認定される[3]。
- 1993年（平成5年）5月11日 - 建設省から、県道横手大森大内線が横手大森大内線として主要地方道に指定される[4]。

## 路線状況

### 重複区間
- 秋田県道36号大曲大森羽後線（横手市大森町字大中島 - 横手市大森町字峠町頭）約1 km
- 出羽丘陵広域農道（横手市大森町上溝・地内）
- 秋田県道30号神岡南外東由利線（横手市大森町坂部・地内）958 m[2]

### 冬期閉鎖区間
- なし[5]

### 交通不能区間
- なし[6]

## 地理

### 通過する自治体
- 横手市 - 由利本荘市

### 交差する道路
| 施設名       | 接続路線名                                    | 備考                                  | 所在地                                                                         |
| ------------ | --------------------------------------------- | ------------------------------------- | ------------------------------------------------------------------------------ |
| 上真山交差点 | 国道13号横手バイパス 秋田県道31号横手停車場線 | 起点 県道31号終点                     | 横手市横手町字二ノ口                                                           |
|              | 秋田県道267号金沢吉田柳田線                   |                                       | 横手市赤川字村ノ前北緯39度19分36.2秒 東経140度31分18.4秒                       |
| （旭BS）     | E46 秋田自動車道                              | 市道経由・乗降の接続                  | 横手市塚堀                                                                     |
|              | 秋田県道117号野崎十文字線                     |                                       | 横手市大雄字精兵村北緯39度20分9.06秒 東経140度29分12.17秒                      |
| 六町交差点   | 秋田県道13号湯沢雄物川大曲線                  |                                       | 横手市大雄字六町北緯39度20分18.9秒 東経140度27分1.12秒                         |
| 峠町頭交差点 | 秋田県道36号大曲大森羽後線                    | 重複区間                              | 横手市大森町字大中島北緯39度20分30.8秒 東経140度26分3.4秒 横手市大森町字峠町頭 |
|              | 出羽丘陵広域農道                              | 農道 大仙市・秋田市河辺方面           | 横手市大森町上溝                                                               |
|              | 秋田県道164号二井山大森線 出羽丘陵広域農道    | 県道164号終点 農道 羽後町・湯沢市方面 | 横手市大森町上溝北緯39度20分27.7秒 東経140度23分56.83秒                        |
|              | 秋田県道265号湯の又前田線                     | 県道265号終点                         | 横手市大森町八沢木北緯39度22分12.42秒 東経140度21分17.29秒                     |
|              | 秋田県道30号神岡南外東由利線                  | 重複区間                              | 横手市大森町坂部・地内北緯39度21分38.6秒 東経140度17分32秒                     |
|              | 秋田県道284号楢渕横渡線                       | 県道284号起点                         | 由利本荘市岩野目沢字袖ヶ台北緯39度23分21.67秒 東経140度13分46.81秒             |
|              | 秋田県道49号本荘大内線                        | 県道49号終点                          | 由利本荘市岩野目沢字長瀬野北緯39度23分53.87秒 東経140度13分19.54秒             |
| 新田交差点   | 国道105号                                     | 終点                                  | 由利本荘市新田                                                                 |

### 沿線の施設
- 秋田自動車道 横手北スマートIC
- 横手市大雄運動公園野球場
- 横手市役所
  - 大森庁舎（大森地域局）
- 横手市立大森小学校
- 秋田県立保呂羽山少年自然の家
- 秋田しんせい農業協同組合 大内総合支所